# Tom Pillibi
"Tom Pillibi" var vinnarlåten i Eurovision Song Contest 1960. Låten sjöngs på franska av Jacqueline Boyer, och blev Frankrikes andra vinst i tävlingen.
Låten startade som nummer 13 den kvällen, efter Italiens Renato Rascel med "Romantica"). Då det röstats färdigt hade låten fått 32 poäng, och hamnade därmed främst bland de 13 deltagande melodierna.
Sången spelades även in på engelska och tyska. På svenska sjöngs den in med Gerd Persson år 1960 ("Tom Pillibi har tvenne slott, östan om sol och måne" börjar den svenska översättningen, gjord av Gösta Rybrant).

### Fotnoter
1. ↑  mcnews.stim Arkiverad 29 september 2015 hämtat från the Wayback Machine.